# Breviceps poweri
Espèce
Statut de conservation UICN

 LC  : Préoccupation mineure
Breviceps poweri est une espèce d'amphibiens de la famille des Brevicipitidae.

## Répartition

Distribution

Cette espèce se rencontre :
- dans le nord-est de l'Angola ;
- au Katanga au Congo-Kinshasa ;
- au Malawi ;
- dans l'Ouest du Mozambique ;
- en Zambie ;
- dans le Nord-Est du Zimbabwe.

## Étymologie
Cette espèce est nommée en l'honneur de John Haycinth Power, naturaliste qui a décrit notamment quelques espèces du genre Breviceps (B. montanus, B. namaquensis, B. rosei) et une espèce du genre Bufo (Bufo gutturalis).

## Publication originale
- Parker, 1934 : A Monograph of the Frogs of the Family Microhylidae. p. 1-208.